# Santiago Hezze
Santiago Hezze (Ciudad Autónoma de Buenos Aires, Argentina; 22 de octubre de 2001) es un futbolista argentino. Juega de centrocampista y su equipo actual es el Olympiakos F. C. de la Superliga de Grecia.

## Trayectoria
Formado en las inferiores del  Club Atlético Huracán, Hezze fue promovido al primer equipo en la temporada 2019-20. Debutó con el Globo el 15 de febrero de 2020 en la derrota por 0-2 ante Aldosivi.
Se consagró en el equipo titular en 2021, donde hasta fue capitán del equipo con solo 20 años.
El 19 de agosto de 2023, se convirtió en refuerzo del Olympiakós de la Superliga de Grecia, por el 90% de los derechos económicos en 4.000.000 de euros (U$S 4.360.000), Huracán mantendrá el 10% de los derechos económicos, que deberán ser abonados ante una futura venta en su totalidad y no por plusvalía, y firmó hasta junio del 2028.

## Selección nacional
Disputó un encuentro amistoso con la selección sub-23 de Argentina.

#### Participaciones en Juegos Olímpicos
| Torneo                | Sede  | Resultado        | Partidos | Goles |
| --------------------- | ----- | ---------------- | -------- | ----- |
| Juegos Olímpicos 2024 | París | Cuartos de final | 3        | 0     |

## Estadísticas

### Clubes
Actualizado hasta su último partido disputado el 17 de Mayo de 2025.
| Club                      | Div.          | Temporada     | Liga  | Liga  | Liga   | Copas nacionales | Copas nacionales | Copas nacionales | Torneos internacionales | Torneos internacionales | Torneos internacionales | Total | Total | Total  |
| Club                      | Div.          | Temporada     | Part. | Goles | Asist. | Part.            | Goles            | Asist.           | Part.                   | Goles                   | Asist.                  | Part. | Goles | Asist. |
| ------------------------- | ------------- | ------------- | ----- | ----- | ------ | ---------------- | ---------------- | ---------------- | ----------------------- | ----------------------- | ----------------------- | ----- | ----- | ------ |
| C. A. Huracán Argentina   | 1.ª           | 2019-20       | 3     | 0     | 0      | 1                | 0                | 0                | 1                       | 0                       | 1                       | 5     | 0     | 1      |
| C. A. Huracán Argentina   | 1.ª           | 2020          | —     | —     | —      | 10               | 1                | 2                | —                       | —                       | —                       | 10    | 1     | 2      |
| C. A. Huracán Argentina   | 1.ª           | 2021          | 20    | 1     | 0      | 13               | 0                | 2                | —                       | —                       | —                       | 33    | 1     | 2      |
| C. A. Huracán Argentina   | 1.ª           | 2022          | 26    | 2     | 1      | 11               | 0                | 2                | —                       | —                       | —                       | 37    | 2     | 3      |
| C. A. Huracán Argentina   | 1.ª           | 2023          | 26    | 2     | 0      | 2                | 1                | 0                | 9                       | 2                       | 0                       | 37    | 5     | 0      |
| C. A. Huracán Argentina   | Total club    | Total club    | 75    | 5     | 1      | 37               | 2                | 6                | 10                      | 2                       | 1                       | 122   | 9     | 8      |
| Olympiakos F. C. · Grecia | 1.ª           | 2023-24       | 31    | 0     | 1      | 2                | 0                | 0                | 17                      | 1                       | 2                       | 50    | 1     | 3      |
| Olympiakos F. C. · Grecia | 1.ª           | 2024-25       | 30    | 0     | 1      | 6                | 0                | 0                | 9                       | 1                       | 0                       | 45    | 1     | 1      |
| Olympiakos F. C. · Grecia | Total club    | Total club    | 61    | 0     | 2      | 8                | 0                | 0                | 26                      | 2                       | 2                       | 95    | 2     | 4      |
| Total carrera             | Total carrera | Total carrera | 136   | 5     | 3      | 45               | 2                | 6                | 36                      | 4                       | 3                       | 217   | 11    | 12     |
| 1. 2. 3.                  |               |               |       |       |        |                  |                  |                  |                         |                         |                         |       |       |        |

### Selecciones nacionales
Actualizado hasta su último partido disputado el 30 de julio de 2024.
| Selección        | Año             | Amistosos | Amistosos | Amistosos | Eliminatorias | Eliminatorias | Eliminatorias | Continental | Continental | Continental | Mundial | Mundial | Mundial | Total | Total | Total  |
| Selección        | Año             | Part.     | Goles     | Asist.    | Part.         | Goles         | Asist.        | Part.       | Goles       | Asist.      | Part.   | Goles   | Asist.  | Part. | Goles | Asist. |
| ---------------- | --------------- | --------- | --------- | --------- | ------------- | ------------- | ------------- | ----------- | ----------- | ----------- | ------- | ------- | ------- | ----- | ----- | ------ |
| Sub-23 Argentina | 2021            | 1         | 0         | 0         | —             | —             | —             | —           | —           | —           | —       | —       | —       | 1     | 0     | 0      |
| Sub-23 Argentina | 2024            | 3         | 0         | 0         | —             | —             | —             | —           | —           | —           | 3       | 0       | 0       | 6     | 0     | 0      |
| Sub-23 Argentina | Total           | 4         | 0         | 0         | 0             | 0             | 0             | 0           | 0           | 0           | 3       | 0       | 0       | 7     | 0     | 0      |
| Total selección  | Total selección | 4         | 0         | 0         | 0             | 0             | 0             | 0           | 0           | 0           | 3       | 0       | 0       | 7     | 0     | 0      |
| 1.               |                 |           |           |           |               |               |               |             |             |             |         |         |         |       |       |        |

## Palmarés

### Títulos nacionales
| Título              | Club             | País   | Año  |
| ------------------- | ---------------- | ------ | ---- |
| Superliga de Grecia | Olympiacos F. C. | Grecia | 2025 |
| Copa de Grecia      | Olympiacos F. C. | Grecia | 2025 |

### Títulos internacionales
| Título                             | Club             | Sede   | Año  |
| ---------------------------------- | ---------------- | ------ | ---- |
| Liga Europa Conferencia de la UEFA | Olympiacos F. C. | Atenas | 2024 |

## Vida personal
Es sobrino del exfutbolista Antonio Mohamed, Santiago es muy amigo del hijo del "Turco", Nayib, quien se tatuó un globo y la fecha del debut de Santiago en su pierna.